# Windows Live Mesh
Windows Live Mesh (anciennement Live Mesh, Windows Live Sync et Windows Live FolderShare) est un service de stockage et de partage de fichiers en ligne gratuit distribué par Microsoft. Il était associé dans sa version béta à une application pour Mac, Windows XP, Vista et Windows 7.
La version définitive remplace à partir de mars 2011 Live Sync, ainsi que Live Mesh Beta, et est compatible avec Microsoft OneDrive. Windows Live Mesh est intégré à Windows Live Essentials 2011 ; la nouvelle version n'est pas compatible avec Windows XP. Il existe cependant d'autres services de stockage qui proposent des services similaires et qui fonctionnent parfaitement sur Windows XP, par exemple Microsoft OneDrive.

## Historique
Microsoft amène FolderShare depuis ByteTaxi Inc. le 3 novembre 2005 et intègre par conséquent les services Windows Live. Microsoft distribue la démonstration de Live Mesh à partir du 23 avril 2008. Live Mesh est basé sur les technologies FeedSync.
Une version bêta de Windows Live Sync "Wave 4" est officiellement distribuée le 24 juin 2010. Cette nouvelle version, portant toujours le nom de Windows Live Sync, est la toute première composée des technologies FolderShare et Live Mesh. Comparée à la version "Wave 3" de Windows Live Sync, la nouvelle inclut entre autres la capacité de stockage de fichiers jusqu'à 2 gigaoctets dans le service de Windows Live SkyDrive. Cette nouvelle version de Windows Live Sync a également été créée pour être séparé des deux anciennes versions de Windows Live Sync et de Live Mesh. La version beta a été mise à jour le 10 août 2010, et le 29 août 2010, le service prend officiellement le nom de Windows Live Mesh et le service de stockage SkyDrive inclut désormais 5 Go.
En date du 13 février 2013, Microsoft retire le service Windows Live Mesh. Le service sera pris en change par Microsoft SkyDrive disponible pour divers systèmes d'exploitation incluant Google Android.